# Raúl Barboza

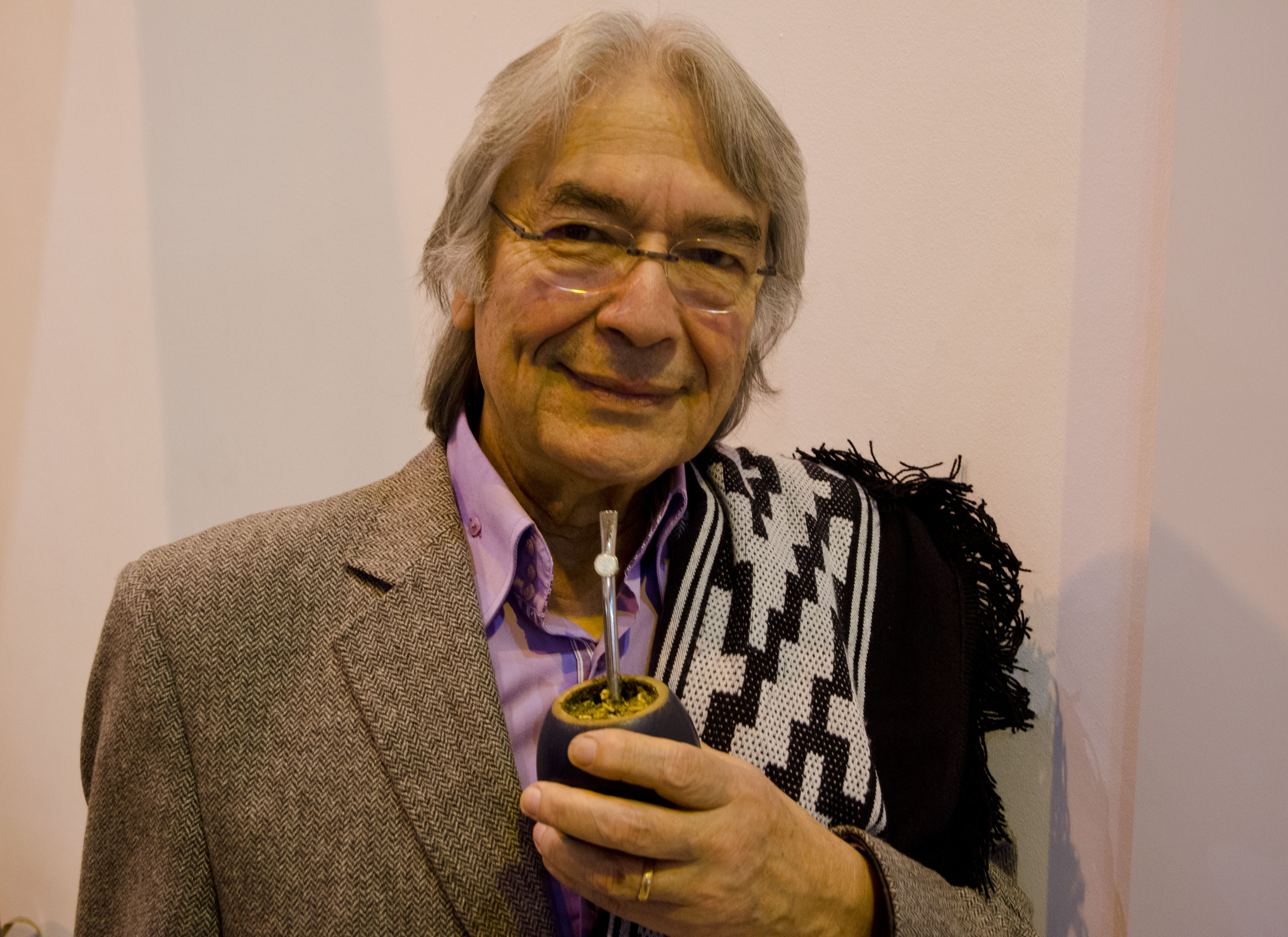
Raúl Barboza, 2014

Raúl Barboza (* 1938 in Buenos Aires) ist ein argentinischer Akkordeonist.
Raúl Barboza war bereits als Kind ein in seiner Heimat gefeierter Akkordeonist, der als ein Interpret der Volksmusik aus dem Norden Argentiniens, Chamamé, in Erscheinung getreten ist. Seine erste LP mit der Gruppe Irupé erschien 1950.  Seitdem sind unzählige Aufnahmen von ihm erschienen, unter anderem mit Juanjo Domínguez, Mercedes Sosa, Paco de Lucía, Cesária Évora. In Deutschland erschienen sind seine Aufnahmen King of chamame (1989) und Collaborations (verschiedene Künstler). Raúl Barboza lebt heute in Paris.